# Ferdinand de Laboullaye
Ferdinand de Laboullaye, né le 18 octobre 1798 au Grand-Andely et mort le 19 avril 1849 à Paris, est un dramaturge français.
Ses pièces ont été représentées sur les plus grandes scènes parisiennes du XIXe siècle : Comédie-Française, Théâtre de l'Opéra-Comique, Théâtre de l'Odéon, Théâtre du Vaudeville, Théâtre de l'Ambigu-Comique, etc.

## Biographie
Depuis longtemps établie au Val-du-Theil, la famille de La Boullaye, fils de Louis-François Pomponne de La Boullaye et d’Antoinette-Françoise Boulloche, remonte à Fouques de La Boullaye, qui épousa, au XIe siècle, la fille du comte de Beaumont-le-Roger et de Leicester, en Angleterre.
Ferdinand de La Boullaye fit ses études au lycée de Rouen, où il eut pour condisciples Cavé, Sénard, etc. Il avait été longtemps attaché à la préfecture de police ; il avait même été l’un des chefs du cabinet particulier du préfet Gisquet. Doué d’une grande facilité, extrêmement laborieux, écrivain également fécond en prose et en vers, il a longtemps travaillé pour les journaux, pour les théâtres.
Sa vocation pour la littérature théâtrale se développa assez tard. Ce n’est guère qu’en l’année 1830 qu’il s’essaya dans ce genre, en donnant à la scène, avec Gabriel de Lurieu, un opéra en un acte, intitulé : Joséphine ou le Retour de Wagram. L’année suivante, il fit représenter, avec M. Jules, un gros mélodrame, qui eut un succès de circonstance : Les Quatre Sergents de la Rochelle ; en 1833, il donna, seul : Le Portrait du concierge, vaudeville en trois actes ; avec Eugène Cormon : Monsieur Placide, où se mariera-t-il ? comédie-vaudeville en un acte ; avec M. Jules : Paris au village, vaudeville en un acte ; avec Cormon : Les Faussaires anglais, mélodrame en trois actes ; avec le même : Les Visites de ma tante, revue épisodique en deux tableaux ; en 1834, avec Étienne Jourdan : Artiste et Artisan ou les Deux Expositions, comédie-vaudeville en un acte ; en 1837, avec Cormon : Un parent millionnaire, comédie en deux actes, mêlée de chant ; en 1838, avec Étienne Jourdan : L’ouverture sans prologue, prologue d’ouverture, en un acte, mêlé de vaudevilles, pour l’inauguration du café-spectacle ; en 1844, seul : Molière au XIXe siècle, comédie en un acte et en vers ; en 1845, avec Cormon : Corneille et Rotrou, comédie en un acte et en prose ; eu 1847, seul : Corneille et Poussin, à-propos anecdotique, en vers. Le Journal de la librairie ne désigne pas d’autres pièces de Ferdinand de La Boullaye ; cependant celles-ci ne sont pas les seules que l’auteur ait fait imprimer, et plusieurs sont restées manuscrites.
Il vécut à la fois dans le monde littéraire et dans le monde politique. Il a été longtemps le propriétaire et le principal rédacteur du journal le Sens commun. Il collaborait en même temps au Furet de Paris et à l’Indépendant. Privé de sa place pendant quelque temps, il était rentré dans l’administration et avait été nommé sous-chef de la division de la police municipale. C’est au milieu des nombreux travaux que lui imposaient ses nouvelles fonctions que la mort est venue le frapper.

## Œuvres
- Le Théâtre français, mademoiselle Georges-Weimer et l'Odéon, appréciés dans l'intérêt de l'art dramatique, 1822.
- Joséphine ou le Retour de Wagram, avec Gabriel de Lurieu, 1830.
- Les Quatre sergents de La Rochelle, mélodrame en 3 actes et 6 tableaux, avec de Lurieu, 1831.
- Le Bourreau sans le savoir, folie-vaudeville en 1 acte, 1832.
- Les Faussaires anglais, mélodrame en 3 actes, avec Cormon, 1833.
- Monsieur Placide, ou Se mariera-t-il ?, comédie-vaudeville en 1 acte, avec Cormon, 1833.
- Le Portrait du concierge, vaudeville en 3 actes, 1833.
- Artiste et Artisan, ou les Deux Expositions, comédie-vaudeville en 1 acte, avec Étienne Jourdan, 1834.
- Deux de moins, comédie-vaudeville en 1 acte, avec Cormon, 1834.
- Paris au village, vaudeville en 1 acte, avec de Lurieu, 1834.
- Les Visites à ma tante, revue épisodique en 2 tableaux, avec Cormon, 1834.
- Un parent millionnaire, comédie en deux actes, mêlée de chant, avec Cormon, 1837.
- L'Ouverture sans prologue, prologue d'ouverture en 1 acte, mêlé de vaudevilles, avec Jourdan, 1838.
- Molière au XIXe siècle, comédie en 1 acte et en vers, 1844.
- Corneille et Rotrou, comédie en 1 acte, avec Cormon, 1845.
- Corneille chez Poussin, à-propos anecdotique, en vers, suivi d'un épilogue, 1847.
- Les Quatre Journées, 1848.